# Stephanie Rivera
Stephanie Rivera Pacheco (25 settembre 2000) è una pallavolista portoricana, nel ruolo di schiacciatrice.

## Carriera

### Club
La carriera di Stephanie Rivera inizia nei tornei scolastici portoricani, giocando per la Bayamón MA. Dopo il diploma gioca invece a livello universitario, prima nella Liga Atlética Interuniversitaria con la UPR Rio Piedras e poi in NAIA Division I con la Point Park.
Inizia la carriera da professionista in patria, partecipando alla Liga de Voleibol Superior Femenino 2023 con le Criollas de Caguas, venendo però ceduta a metà annata alle Leonas de Ponce. Torna in campo poco dopo l'inizio della Liga de Voleibol Superior Femenino 2024, indossando la casacca delle Mets de Guaynabo. Per la stagione 2024-25 viene ingaggiata dalle francesi del Quimper, in Ligue A, ma, dopo appena quattro incontri disputati col club, rimedia una lesione del legamento crociato anteriore e del menisco, venendo costretta a lungo stop.

### Nazionale
Nel 2023 debutta in nazionale in occasione dei XIX Giochi panamericani, mentre un anno vince l'oro alla NORCECA Final Four, venendo anche premiata come miglior schiacciatrice, e l'argento alla Volleyball Challenger Cup.

## Palmarès

### Nazionale (competizioni minori)
- NORCECA Final Four 2024
- Volleyball Challenger Cup 2024

### Premi individuali
- 2024 - NORCECA Final Four: Miglior schiacciatrice